# 1. FC Sand
1. FC Sand es una asociación alemana de fútbol Fútbol en Alemania de la ciudad de Sand am Main, Baviera.

## Historia
El club se fundó el 27 de marzo de 1920 y se destacó por primera vez con su ascenso a la Landesliga Bayern-Nord en 1981. El club duró sólo tres temporadas en este nivel, pero regresó inmediatamente después del descenso. Tras regresar a la Landesliga en 1985, las primeras seis temporadas fueron una lucha constante por la supervivencia. El club mejoró mucho a partir de 1991 y sólo terminó en la mitad inferior de la tabla una vez más, en 2008. Sin embargo, el equipo tuvo que esperar hasta el año 2000 para lograr otro ascenso, cuando conquistó el título de la Landesliga y ascendió a la Bayernliga (IV) donde pasó dos temporadas (2000-02) antes de regresar a la Landesliga.
Al final de la temporada 2011-12, el club se clasificó directamente para la recién ampliada Bayernliga después de terminar sexto en la Landesliga. Antes duró solo una temporada en este nivel siendo relegado nuevamente a la Landesliga. Después de dos temporadas en este nivel, el club terminó subcampeón de liga en 2015 y se clasificó para la ronda de ascenso. Después de dos victorias sobre el SpVgg Selbitz, Sand consiguió el ascenso a la Bayernliga.

## Palmarés
Los honores del club:
- Landesliga Bayern-Nord
  - Campeones: 2000
  - Subcampeón: 2009
- Landesliga Bayern-Noroeste
  - Subcampeones: 2015
- Copa Unterfranken
  - Ganadores: 2004

## Presidentes
Gestores recientes del club:
| Presidente   | Inicio     | Fin        |
| Erwin Albert | 2008       | Junio 2014 |
| Bernd Eigner | Junio 2014 | Presente   |

## Temporadas
El desempeño reciente del club temporada por temporada:
| Temporada | Division                   | Grupo | Posición |
| 1999–2000 | Landesliga Bayern-Nord     | V     | 1ro ↑    |
| 2000–01   | Bayernliga                 | IV    | 11mo     |
| 2001–02   | Bayernliga                 | IV    | 16to ↓   |
| 2002–03   | Landesliga Bayern-Nord     | V     | 9no      |
| 2003–04   | Landesliga Bayern-Nord     | V     | 3ro      |
| 2004–05   | Landesliga Bayern-Nord     | V     | 3ro      |
| 2005–06   | Landesliga Bayern-Nord     | V     | 3ro      |
| 2006–07   | Landesliga Bayern-Nord     | V     | 3ro      |
| 2007–08   | Landesliga Bayern-Nord     | V     | 10mo     |
| 2008–09   | Landesliga Bayern-Nord     | VI    | 2do      |
| 2009–10   | Landesliga Bayern-Nord     | VI    | 6to      |
| 2010–11   | Landesliga Bayern-Nord     | VI    | 3ro      |
| 2011–12   | Landesliga Bayern-Nord     | VI    | 6to ↑    |
| 2012–13   | Bayernliga Nord            | V     | 17mo ↓   |
| 2013–14   | Landesliga Bayern-Nordwest | VI    | 5to      |
| 2014–15   | Landesliga Bayern-Nordwest | VI    | 2nd ↑    |
| 2015–16   | Bayernliga Nord            | V     | 9no      |
| 2016–17   | Bayernliga Nord            | V     | 7mo      |
| 2017–18   | Bayernliga Nord            | V     | 15to     |
| 2018–19   | Bayernliga Nord            | V     | 14to     |
| 2019–21   | Bayernliga Nord            | V     | 15to     |
| 2021–22   | Bayernliga Nord            | V     | 18th ↓   |
| 2022–23   | Landesliga Bayern-Nordwest |       |          |

- Con la introducción de las Bezirksoberligen en 1988 como el nuevo quinto nivel, por debajo de las Landesligas, todas las ligas inferiores cayeron un nivel. Con la introducción de la Regionalliga en 1994 y la 3. Liga en 2008 como nuevo tercer nivel, por debajo de la 2. Bundesliga, todas las ligas inferiores cayeron un nivel. Con la creación de la Regionalliga Bayern como nueva cuarta división en Baviera en 2012, la Bayernliga se dividió en una división norte y una división sur, el número de Landesligas se amplió de tres a cinco y las Bezirksoberligas se abolieron. Todas las ligas desde la Bezirksligas en adelante se elevaron un nivel.

| ↑ Promovido | ↓ Relegado |